# 菅野広恵
菅野 広恵（すがの ひろえ、1987年1月1日 - ）は、日本の女性モデル、タレント。
神奈川県出身。オスカープロモーション所属。東洋英和女学院大学卒業。

## 略歴・人物
- 小学6年生の時にモデル活動を始め、雑誌『ピチレモン』の専属モデルを中学3年まで務める[2]。
- 2007年、中条友莉と共にアツギ「ミラキャラット」イメージガールに選ばれる。
- 同年、第1回「日中韓三カ国“友好大使”杯国際スーパーモデルコンテスト」に出場。
- モデルの仕事以外にもジュニア野菜ソムリエの資格を持ち、2013年には第3回「食のなでしこ」ファイナリスト7名の中に選ばれた[3]。
- 趣味は料理、エクササイズ。特技はピアノ、テニス、スキー、乗馬。

## 出演

### バラエティ
- 第50回日本レコード大賞（2008年12月30日、TBSテレビ・ラジオ） - アシスタント
- さんまのスーパーからくりTV（TBS） - アシスタント
- お願い!ランキング（テレビ朝日） - アシスタント
- 劇団ひとりの新番組を考える会議（2011年8月15日、テレビ朝日） - 第20回「ブタ・フーボー」ゲスト
- リストランテ純一（2012年6月29日、スーパー!ドラマTV） - ゲスト
- 第45回日本有線大賞（2012年11月14日、TBS） - アシスタント
- トコトン! （2016年、グリーンシティケーブルテレビ） - リポーター

### 舞台
- Clubぷりんす（2010年4月13日 - 18日、神保町花月）

### イベント
- フォーミュラ・ニッポン レースクイーン mobilecast（2006年）
- 東京ゲームショウ マイクロソフトブース（2009年）
- 東京モーターショー ヤマハ発動機ブース（2009年）
- CP+ カシオブース（2012年）
- 春が来る前に…スボラ女子に美意識注入!こっそり女を磨くぬけがけ女子会（2013年）
- 国際頭脳スポーツフェスティバル（2013年）
- マイナビウエディング ブライダルセミナー（2013年）

### CM
- BPD Girls Circuit
- 富士急ハイランド「暑さに負けない絶叫の景色」篇
- ロッテ「キシリトールガム」
- みずほ銀行「サマージャンボ宝くじ」
- ネスレ「キットカット」
- レオパレス21（2011年）
- プロアクティブ・ソリューション

### 雑誌
- ピチレモン（学研） - 専属モデル